# Geilo
Geilo je ves v obci Hol v norském kraji Buskerud. Leží v nadmořské výšce 800 metrů a prochází jí železnice Bergensbanen. V roce 2012 je udáváno v Geilo 2355 stálých obyvatel. Místo je důležitým centrem zimních sportů, v jeho okolí se nachází 39 lyžařských svahů a 20 vleků. Zdejší hotely a horské chaty v zimním období využívají bohatí Norové, kteří zde tráví dny volna. V létě se provozuje jízda na raftech nebo horských kolech. V roce 1980 pořádalo Geilo zimní Paralympijské hry.

## Galerie

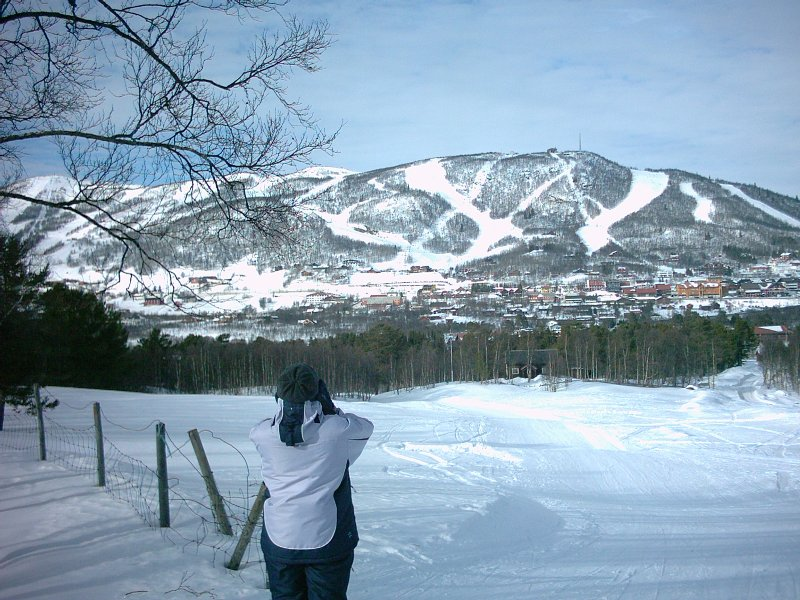
Pohled na údolí Geilo
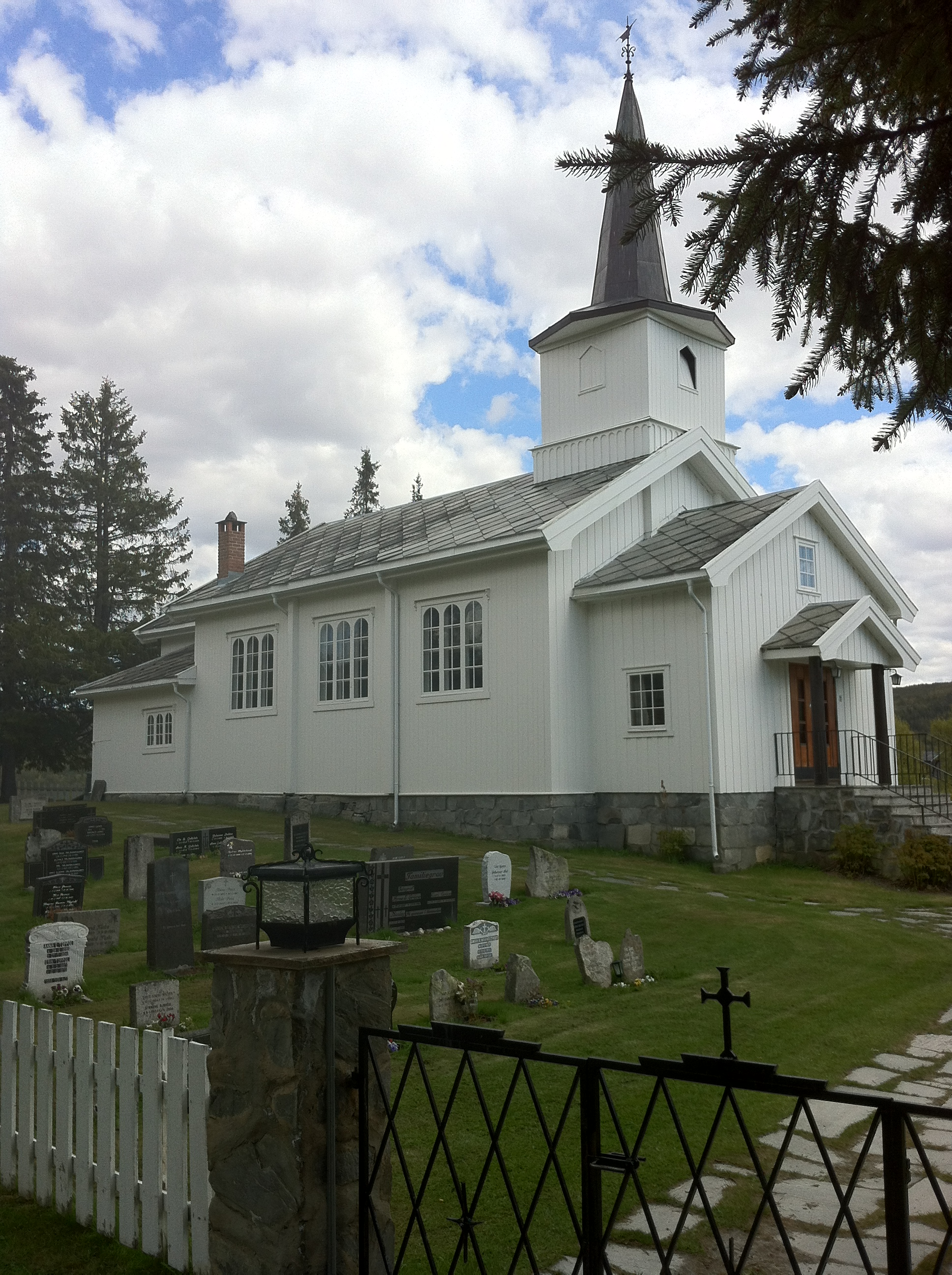
Kostel v Geilo